# Guillaume Legrant
Guillaume Legrant (Wilhelmus Legrant), né sous son patronyme familial de Guillaume Lemacherier, vers la fin du XIVe siècle et mort après 1456, est un compositeur de la mouvance musicale de l'école bourguignonne  et de l'école franco-flamande. Il ne semble avoir aucun lien avec son homonyme Johannes Legrant, également compositeur franco-flamand de la même époque.

## Biographie
Guillaume Legrant apparait dans les registres de l'église en 1405, quand il était enfant de chœur à Bourges. En 1407, il devient aumônier à Bourges jusqu'en 1410. En octobre 1418, Guillaume Legrant est à Rome, date à laquelle il est entré au service du pape Martin V comme chantre à la chapelle papale ; il y resta jusqu'en 1421. Par la suite, il a occupé plusieurs fonctions dans le diocèse de Rouen vers 1446. Il fut notamment chantre à la chapelle du duc Charles Ier d'Orléans à Blois en 1455-1456. 
Guillaume Legrant composa des œuvres sacrées et profanes. Sept compositions ont survécu jusqu'à nous, trois musiques sacrées, essentiellement des messes (credo et gloria) qui sont parmi les premières à distinguer entre solo et chorale polyphonique ; et quatre musiques profanes, des virelais, respectant le styles des poèmes à forme fixe, comme le nombre et la répétition de vers et une certaine alternance des rimes.

## Œuvres
Virelais (tous à trois voix)
- Pour l'amour de mon bel amy
- Ma Chiere mestresse et Amye
- Or avant, fillettes de gentilz
- Si vous saviez

Messes (toutes à trois voix)
- Gloria
- Credo (I)
- Credo (II)